# توماس دانيليفيشيوس
توماس دانيليفيشيوس (بالليتوانية:Tomas Danilevičius) (مواليد 18 يوليو 1978 في كلايبيدا - ليتوانيا) لاعب كرة قدم إيطالي يلعب حاليا لصالح نادي الدرجة الأولى ليفورنو الإيطالي منذ 2008 في مركز المهاجم .

## وصلات خارجية
- توماس دانيليفيشيوس على موقع الاتحاد الدولي (مؤرشف)  (الإنجليزية)
- توماس دانيليفيشيوس على موقع الاتحاد الأوربي (الإنجليزية)
- توماس دانيليفيشيوس على موقع قاعدة بيانات كرة القدم.إي يو (الإنجليزية)
- توماس دانيليفيشيوس على موقع ناشيونال فوتبول تيمز (الإنجليزية)
- توماس دانيليفيشيوس على موقع Soccerbase.com (لاعب) (الإنجليزية)
- توماس دانيليفيشيوس على موقع Soccerway.com (الإنجليزية)
- توماس دانيليفيشيوس على موقع عالم كرة القدم.نت (الإنجليزية)